# 長沙灣天主教小學
長沙灣天主教小學（英語：Cheung Sha Wan Catholic Primary School）為一所位於香港九龍深水埗區的津貼小學，毗鄰麗翠苑及長沙灣邨，於1973年成立，2021年遷入現址並更名。長沙灣天主教小學是「粵普兼用」，即是上課時會粵教中和普教中同時一起教。

## 校政管理

### 歷任校監
- 余尚實 神父
- 陳德雄 神父[3]
- 李煜鴻 先生

### 歷任校長

#### 上午校
- 伍寶珍 女士（1973年-？，創校校長）
- 韋振夏 先生
- 余向前 先生
- 李麗梅 女士[3]
- 林美心 女士（？-2005年，兼任上、下午校校長）

#### 下午校
- 李惠珍 女士（1980年-？，創校校長）
- 黎仕芳 先生（後調至同系坪石天主教小學）
- 陸福娣 女士[4]
- 林美心 女士（？-2005年，兼任上、下午校校長）

#### 全日
- 林美心 女士（2005年-？，全日制首任校長）
- 葉春燕 女士（？-2013年，後調至聖若翰天主教小學及秀茂坪天主教小學）
- 黃玉嬋 女士（2013年-2016年，原鴨脷洲聖伯多祿天主教小學末任校長，後調至天主教佑華小學及天主教伍華小學）
- 謝至美 女士（2016年起，現任校長）

### 歷任副校長

白田天主教小學校徽

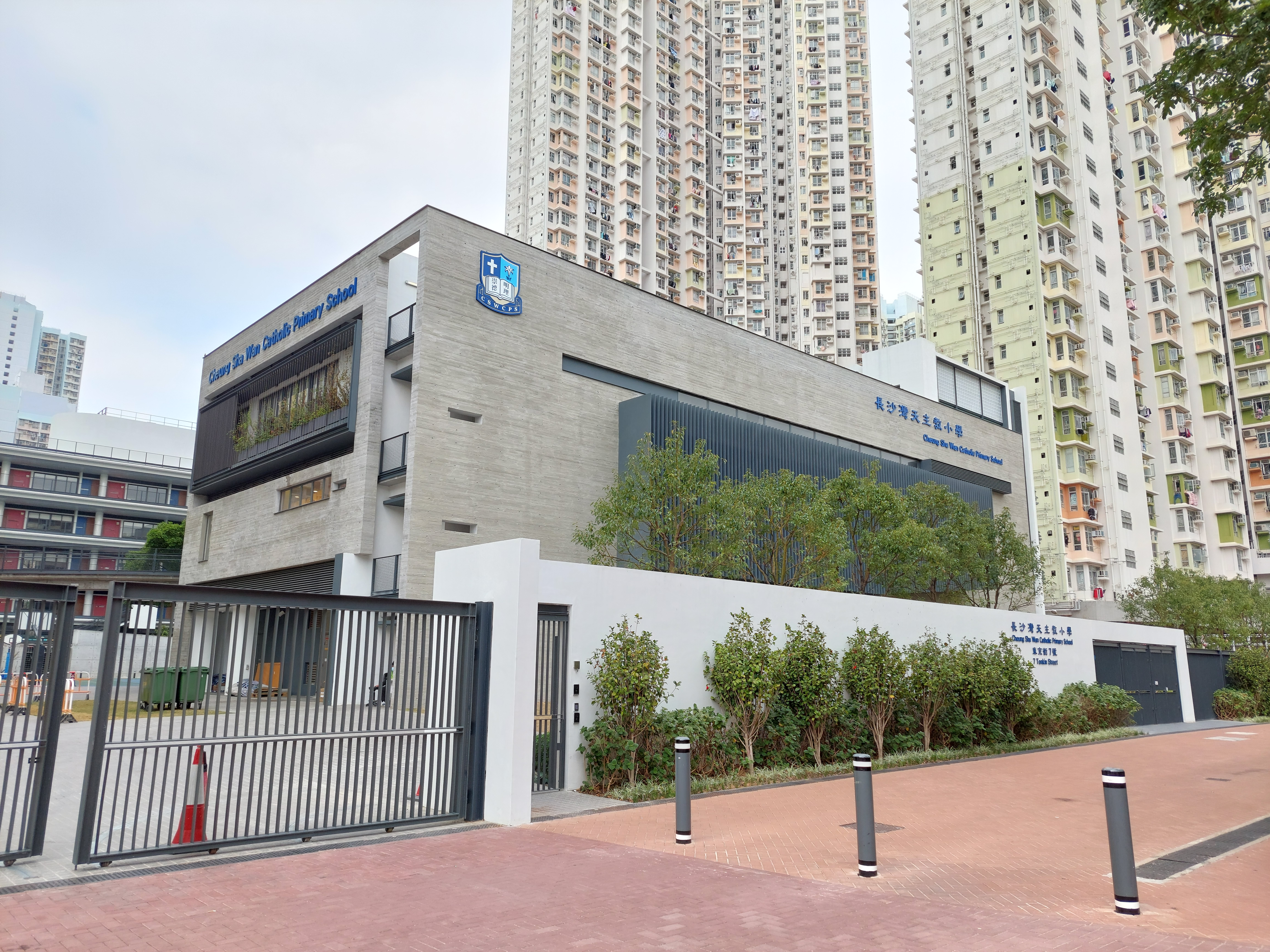
現有校舍正門（2022年1月）

- 王敏儀 女士
- 李慧玲 女士

## 歷史沿革
此校前身為白田天主教小學，其舊校舍位於白田邨第13座毗鄰的「火柴盒」小學。當中，上午校於1973年創立，以推行「德、智、群、體、美、靈、情」的全面教育為辦學宗旨。天主教香港教區選擇將校舍建在白田邨，是因為當時的石硤尾基層適齡學童比較多。
但後來教區見只有上午校難以服務更多學童，於是便在1980年與上午校同一校舍建立了下午校。此前，由於校舍尚有空置課室，此校曾於1977年9月借出6間課室，供同屬教區的聖芳濟各書院開辦首屆中一，為期一個月。
2005年，此校的上、下午校合併，並且改為全日制。
由於舊有校舍空間不足，此校參與「2014年第四次校舍分配工作」，並於2015年10月獲分配長沙灣東京街、鄰近麗翠苑的新校舍。然而，建校計劃要到2017年尾才交付立法會，並於翌年動工。新校舍於2021年完工，並於同年暑假後遷入；與此同時，在遷校後更名為長沙灣天主教小學。

## 校舍

### 白田邨舊校舍
舊校舍為一所經擴建的「火柴盒」小學，佔地4,132平方米，除了24間課室外，設有資源室、言語治療室、啟導室2間、祈禱室、校監室、音樂室、活動室、電腦室、輔導室以及英文室；全校總共開24班（以教育局在2019年所批核的班級數目為準），包括小一至小六各有4班。
隨著此校於2021年9月遷入新校舍，白田邨舊有校舍已經騰空，並交還予房屋署。舊址已於2023年連同毗鄰的第13座一併拆卸，現正重建為公屋。

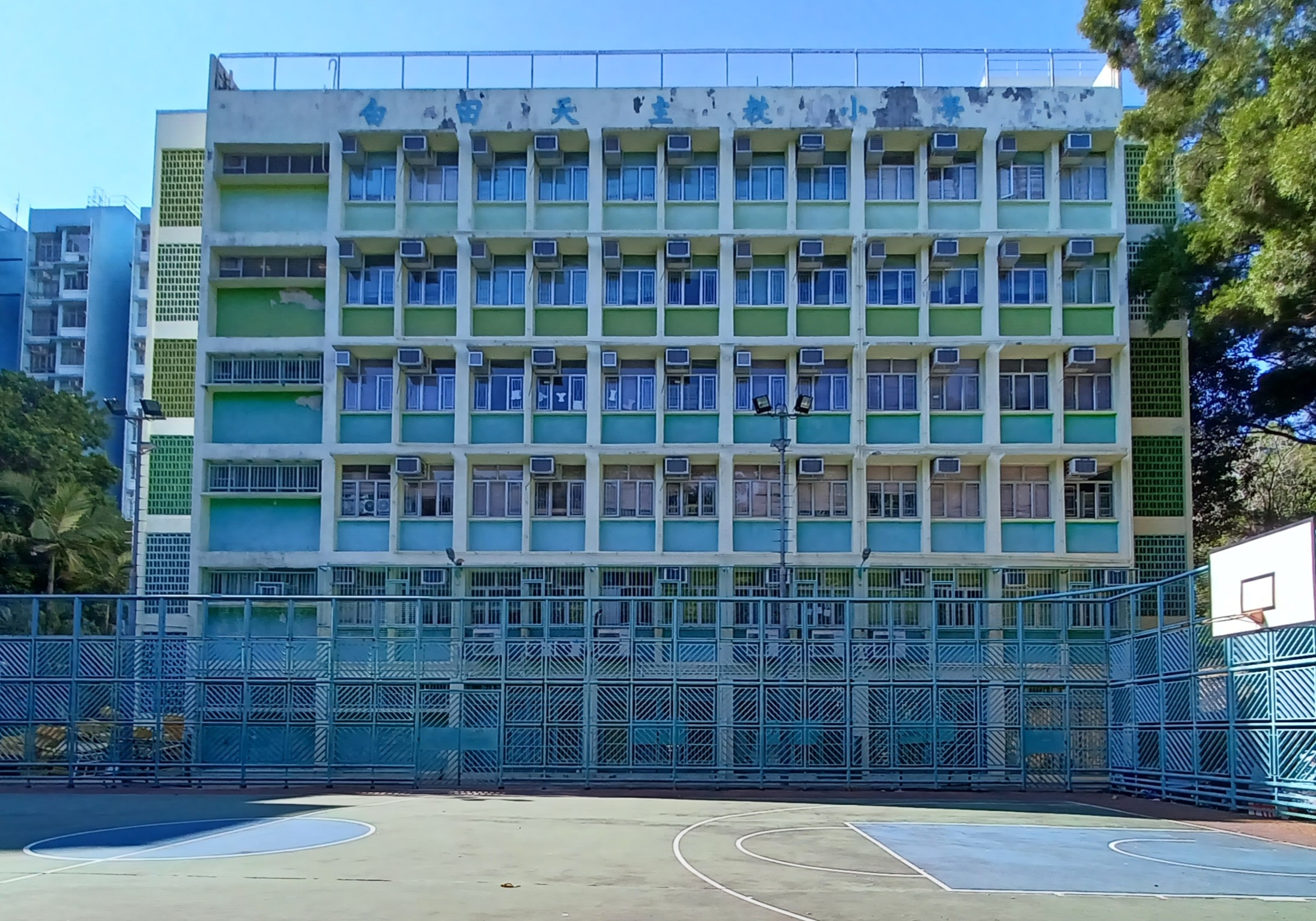
白田天主教小學舊校舍背面（2023年1月）
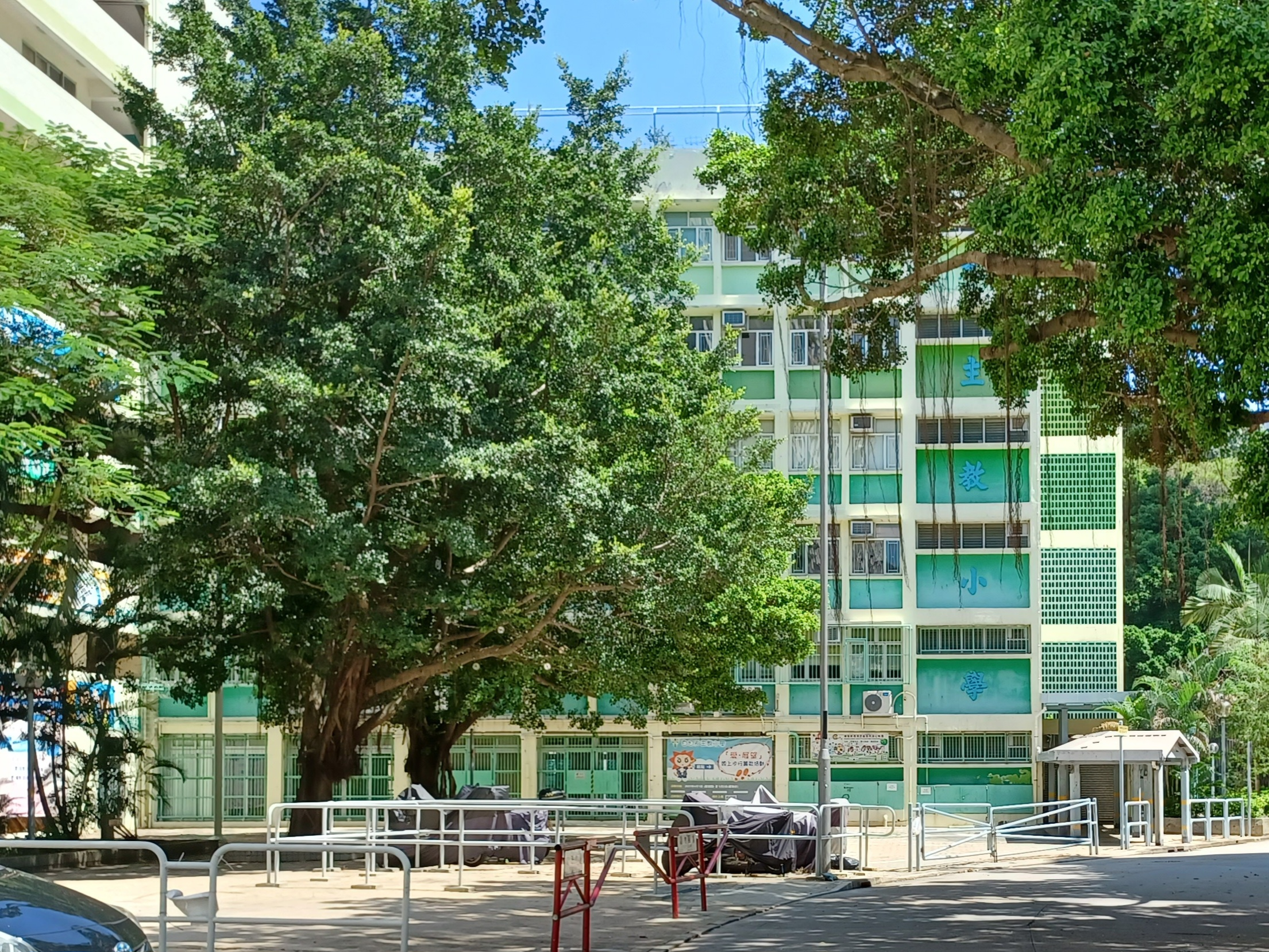
白田天主教小學舊校舍正前方（2021年10月）
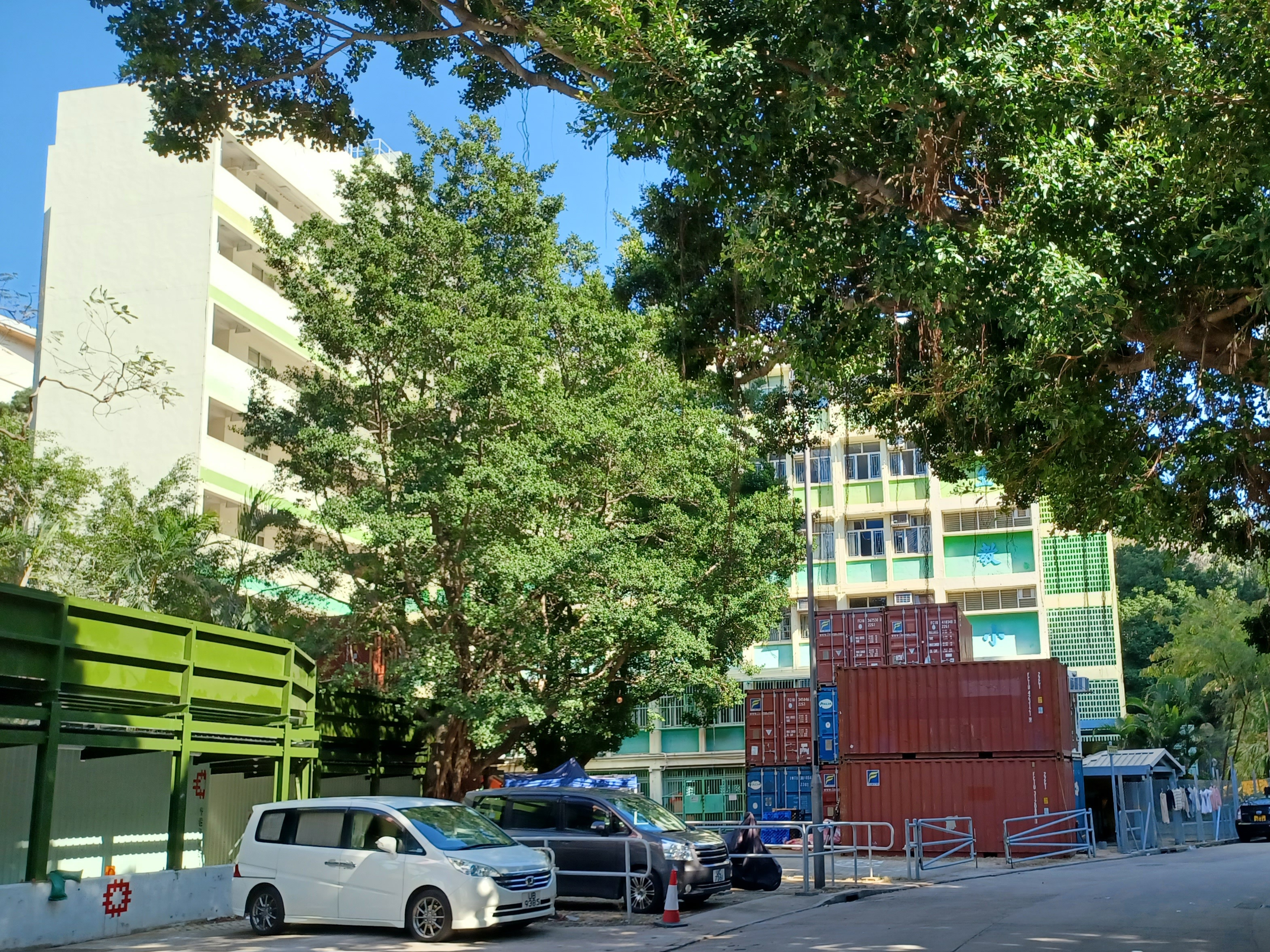
白田天主教小學舊校舍正前方（2023年1月）
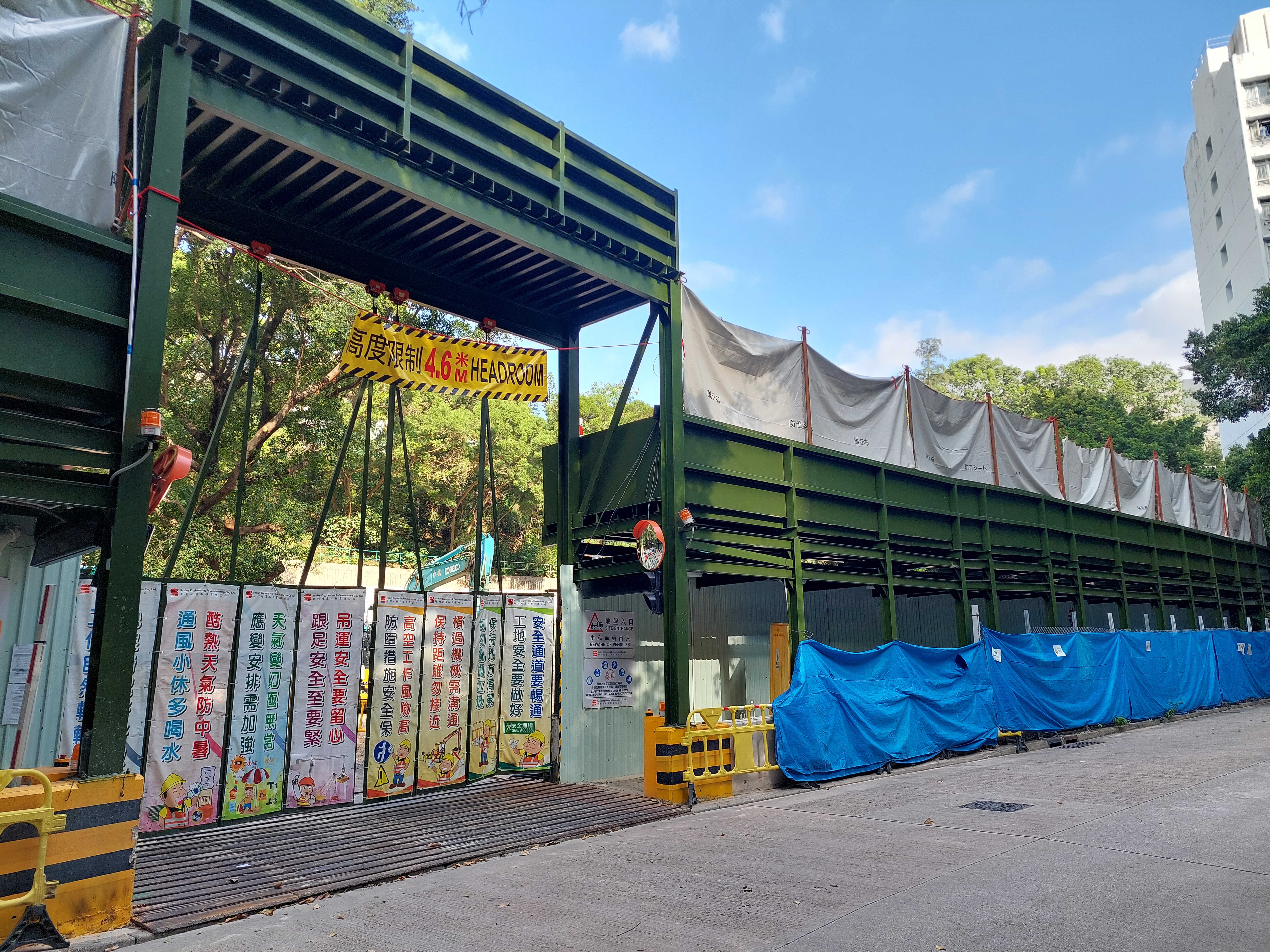
拆卸後的舊校舍工地（2023年11月）
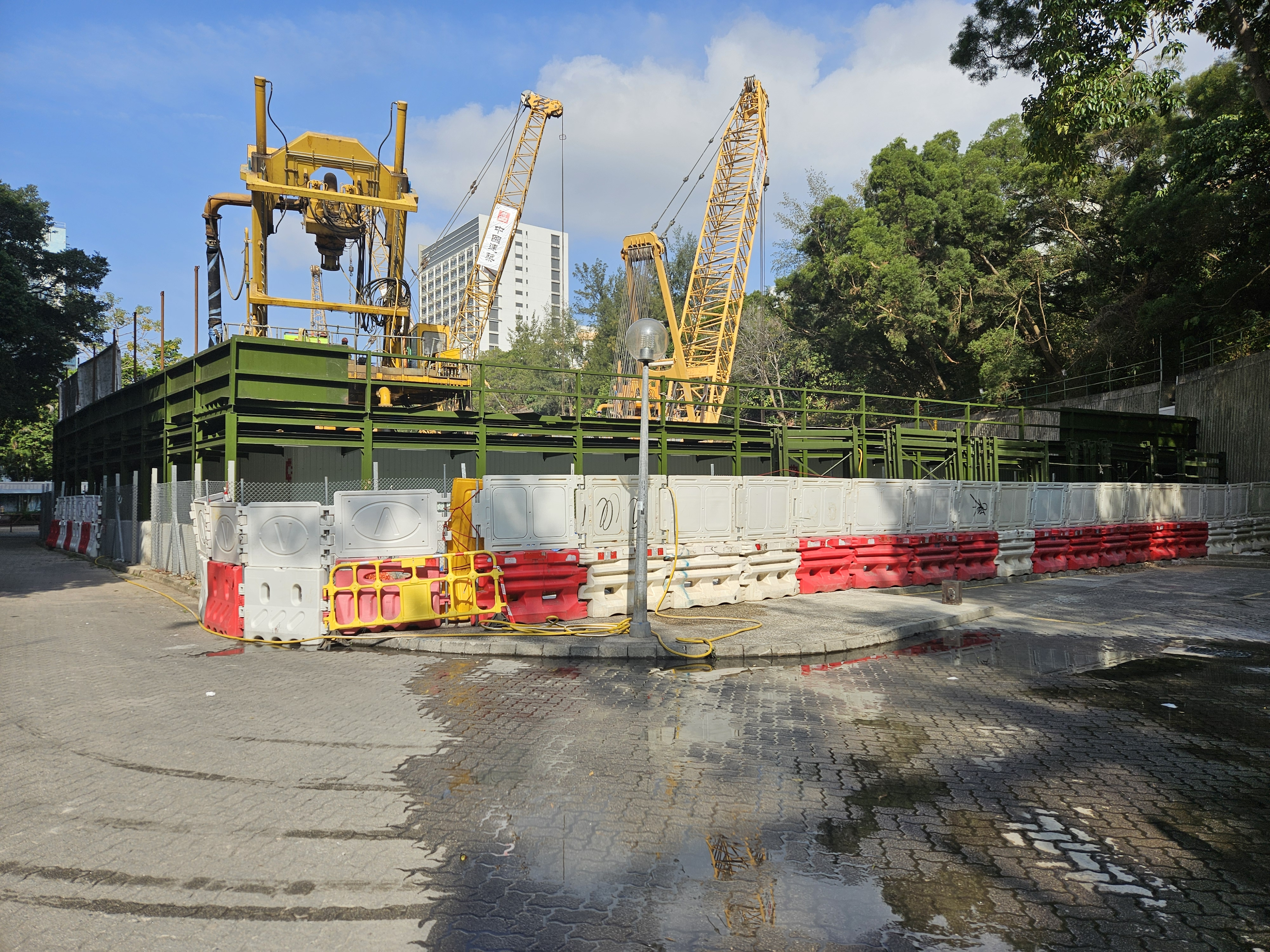
拆卸後的舊校舍工地（2024年2月）

### 長沙灣新校舍
新校舍為一座後千禧校舍，佔地6,500平方米，建築面積達10,011平方米，設有30間課室連各種特別室。
校舍由建築署的溫灼均建築師設計，並由公和-宏勝聯營承建。與溫氏設計的其他政府建築物一樣，此校亦採用了木紋清水混凝土外牆設計。
此校舍曾於2023年，獲得香港建築師學會年獎。

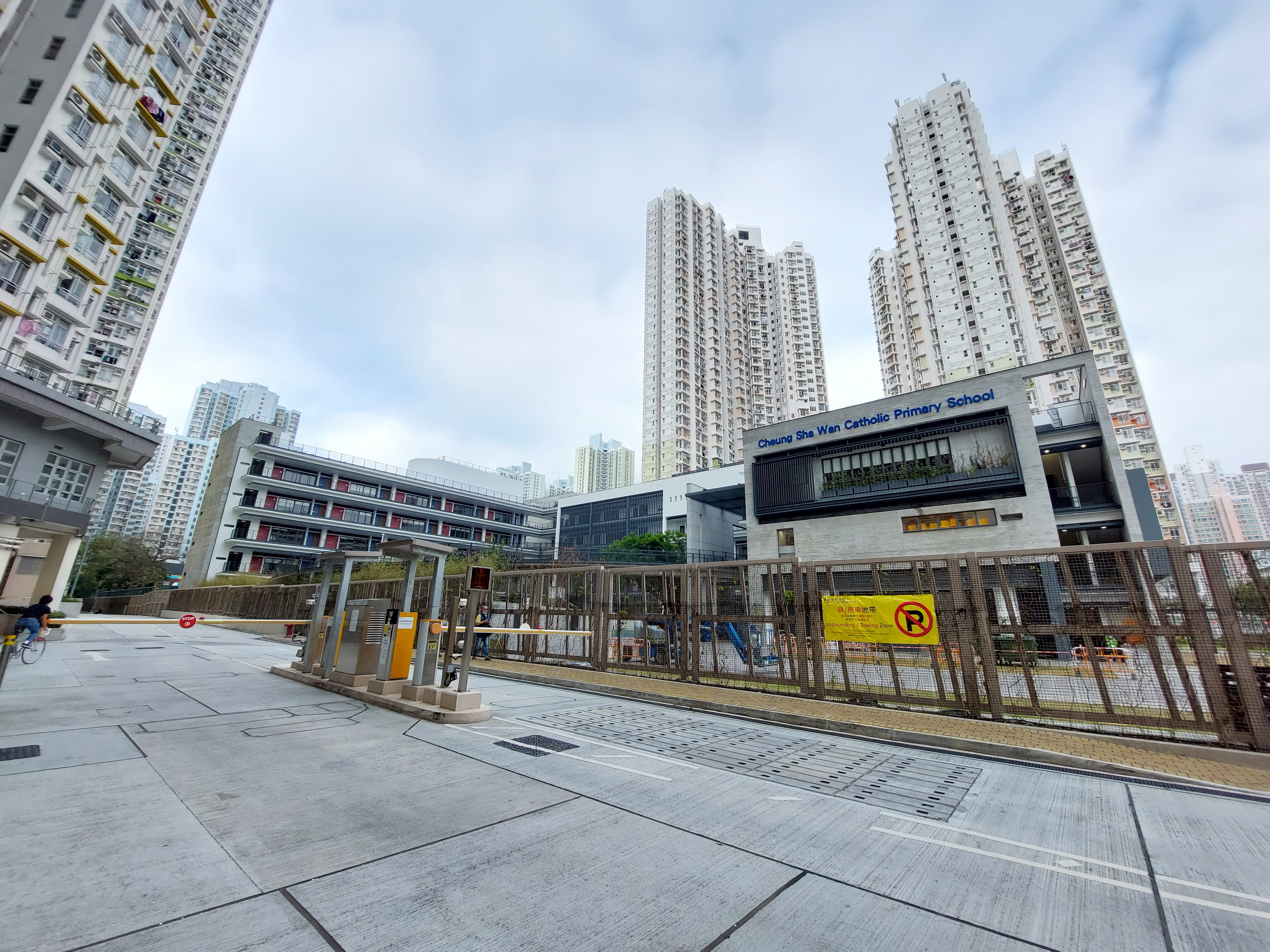
麗翠苑角度的校舍
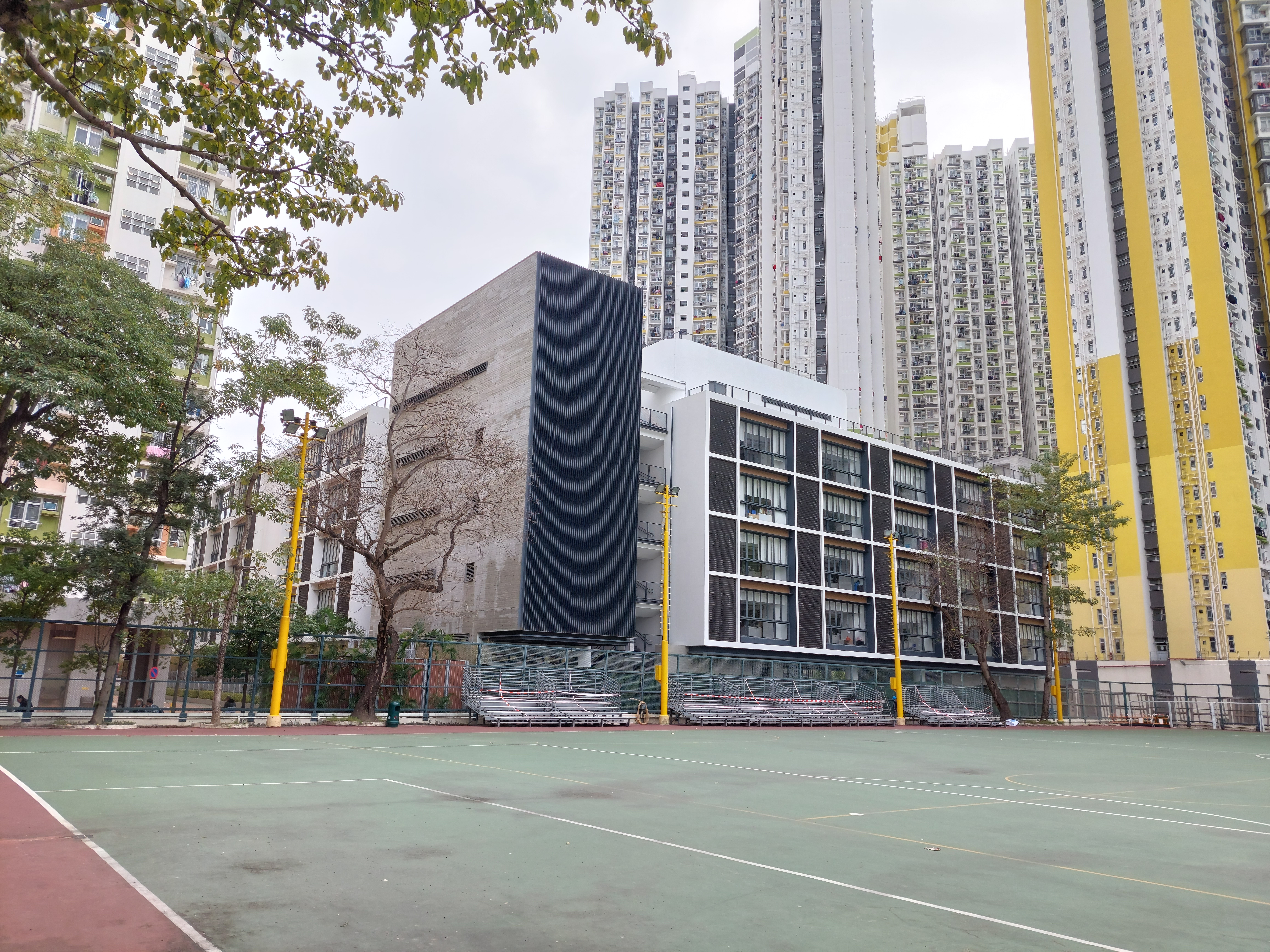
長沙灣遊樂場角度的校舍

## 升中派位
學生畢業後多半升讀長沙灣天主教英文中學、德雅中學、聖母玫瑰書院等鄰近地區的中學，又或者是天主教香港教區轄下的中學（天主教新民書院）。

## 軼事/事件
- 1989年10月，包括此校在內的「關注白田邨重建對學校影響小組」，向政府投訴此校附近的拆卸工程造成噪音滋擾，並要求為當時校舍加裝隔音設備[14]。
- 2017年11月，此校曾經發生校內集體食物中毒事件，有15名學生集體食物中毒，疑似是雞腿飯出問題而引致該次事件[15]。

## 新校舍建設圖片集

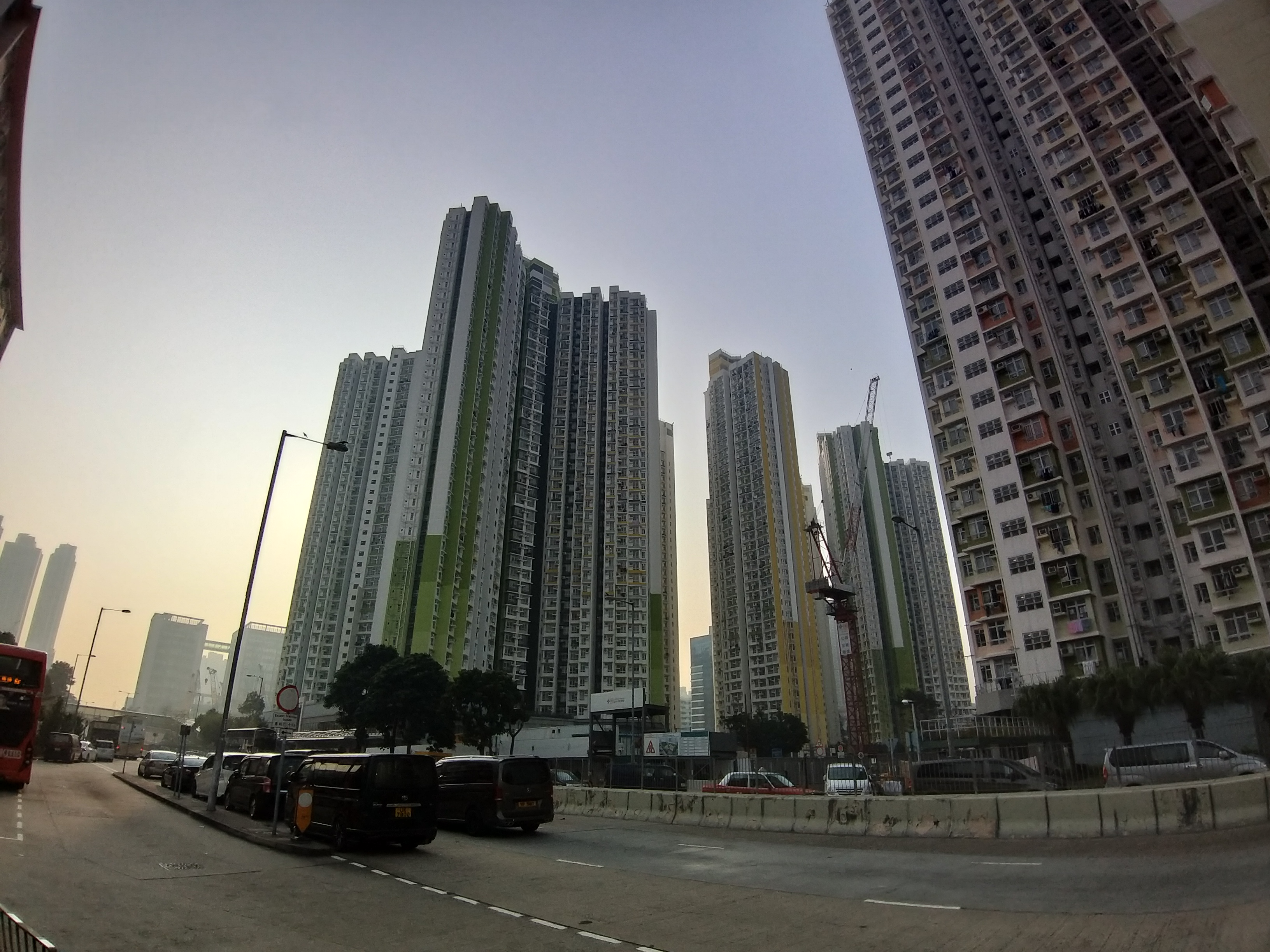
2019年12月
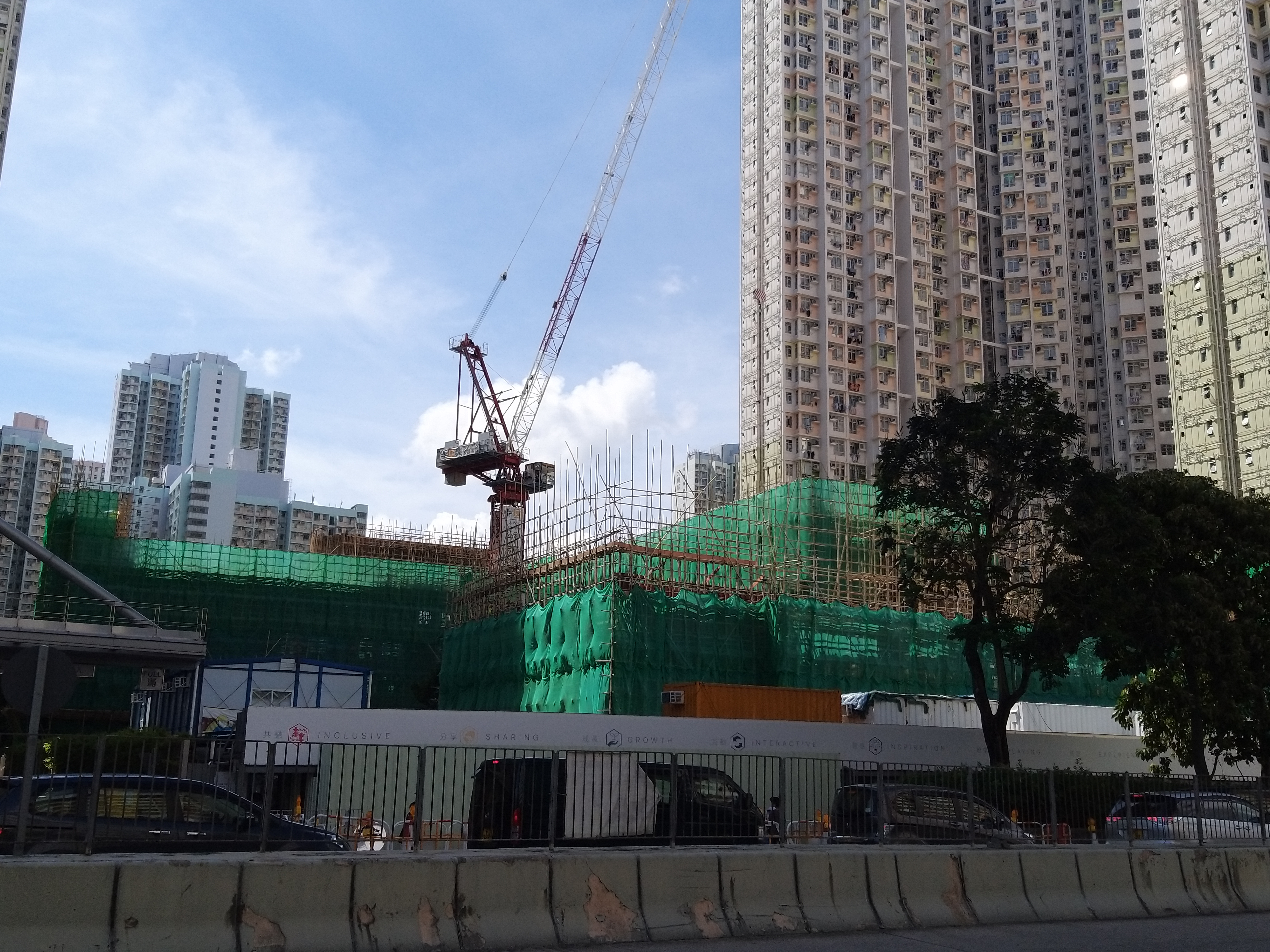
2020年7月
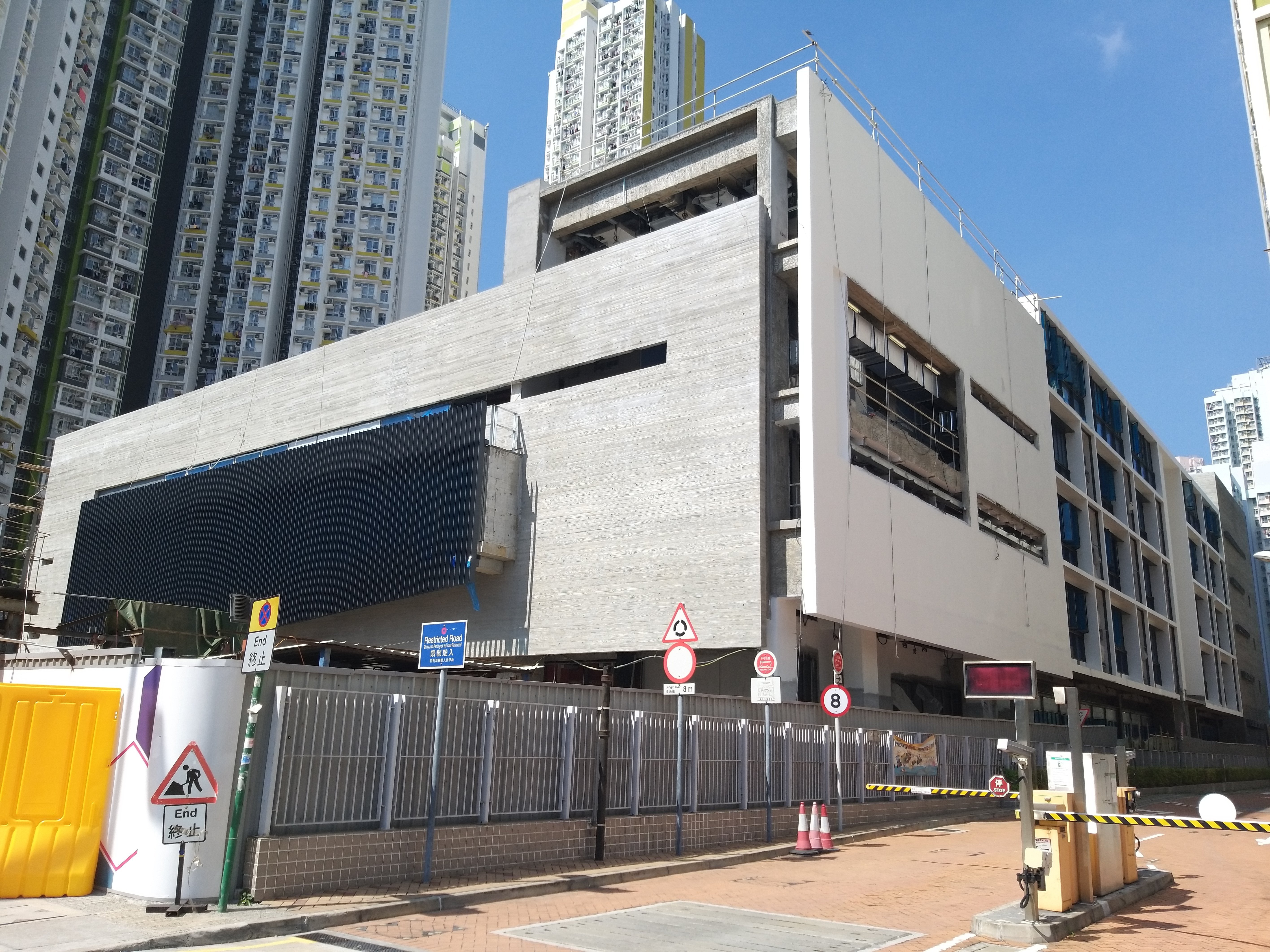
2021年2月
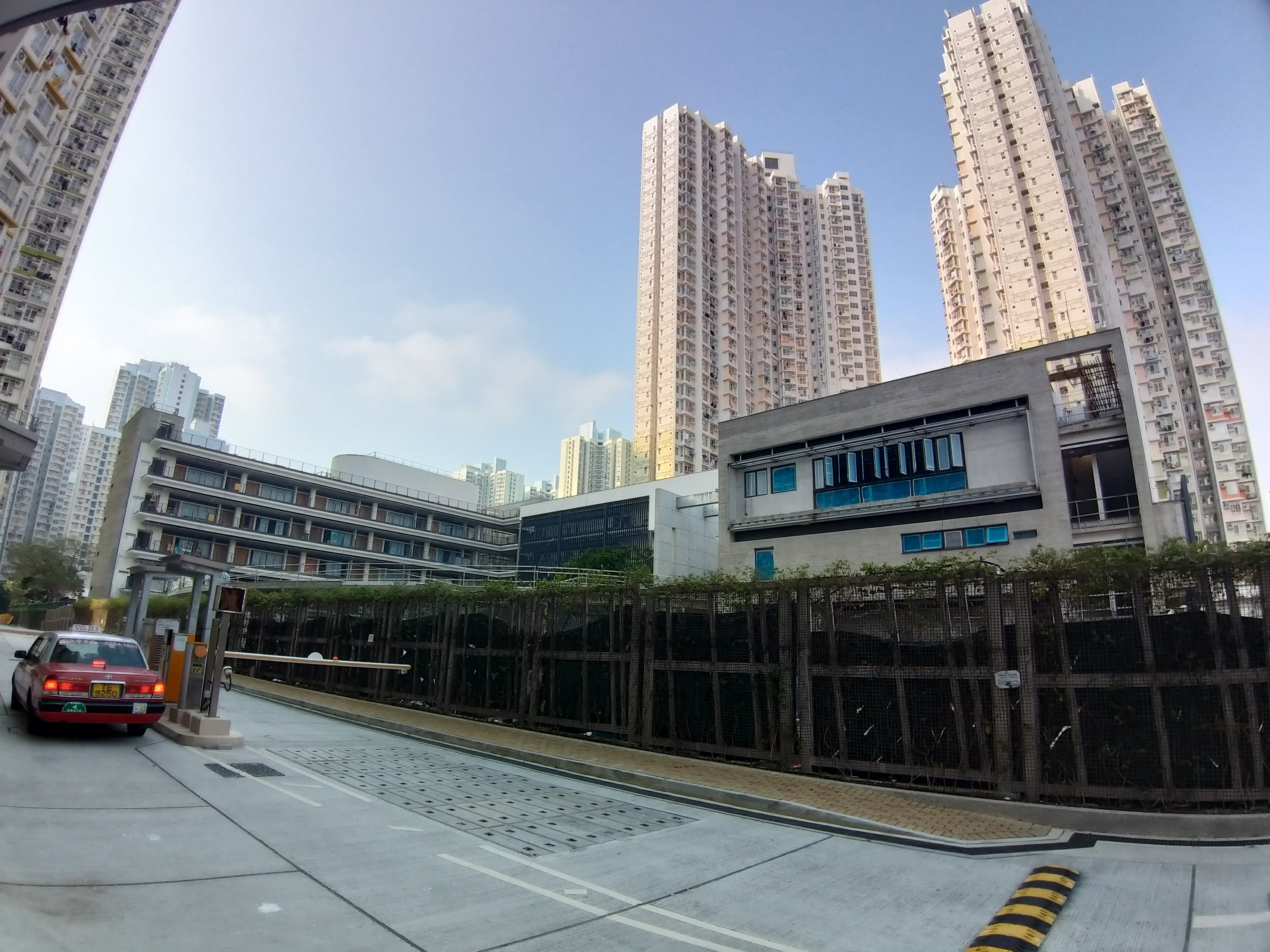
2021年3月
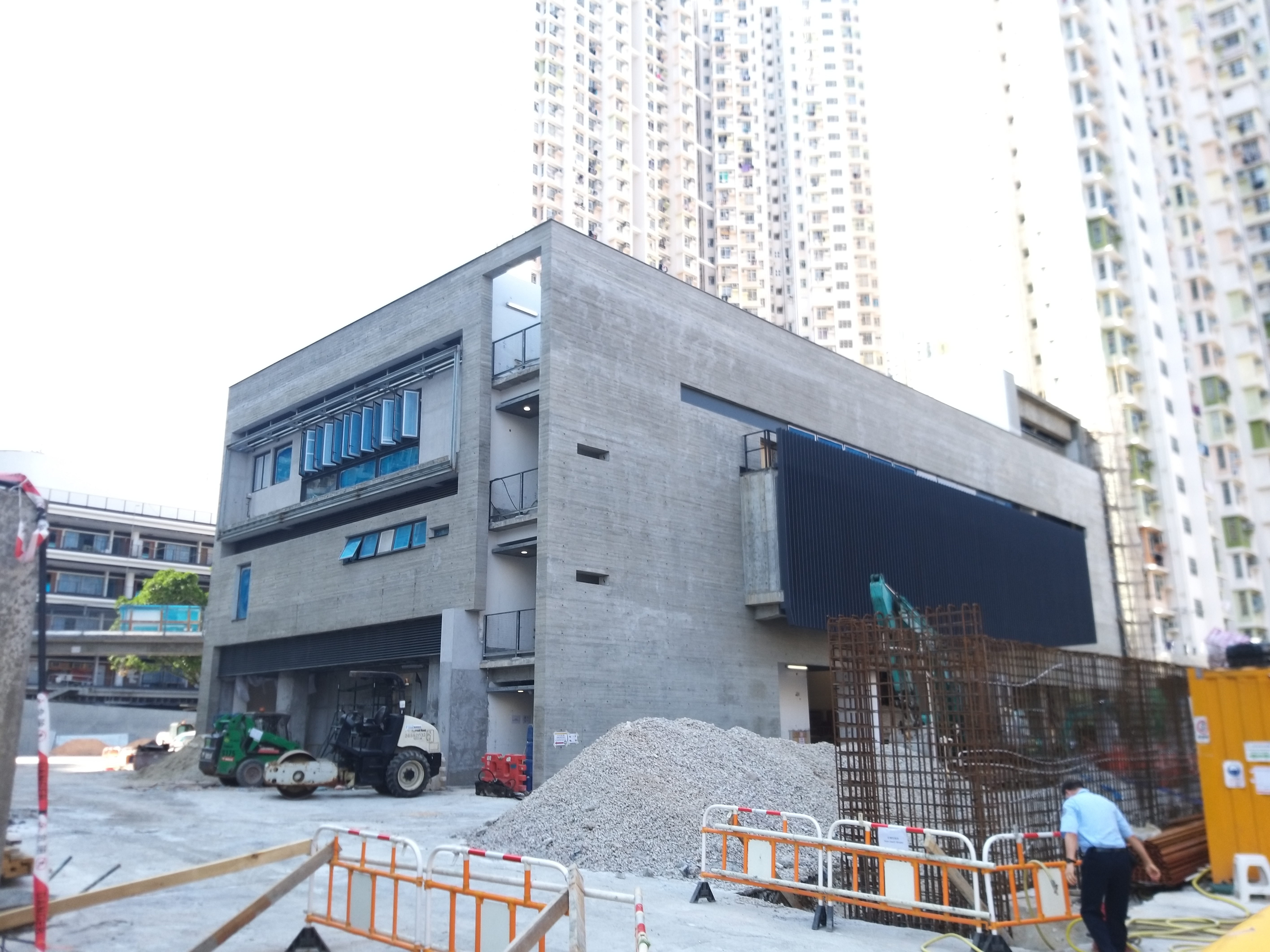
2021年4月

## 著名／傑出校友

### 白田天主教小學舊生
- 蕭世和：電視廣播有限公司總經理、星島集團前行政總裁 (1975年第一屆畢業生)
- 吳桂華：嶺南大學校董、香港中華基督教青年會教育總監 (1975年第一屆畢業生)
- 張家輝：香港男演員（1977年小六上午校）
- 馬浚偉：香港男藝人（1983年小六上午校）[註 1]
- 白健恩：香港男演員（1993年小六）
- 李漫芬：香港女演員、主持人及司儀
- 蔡國威：香港男藝人（1982年小三上午校）